# Stylospania lancifera
Stylospania lancifera är en tvåvingeart som beskrevs av Frey 1954. Stylospania lancifera ingår i släktet Stylospania och familjen snäppflugor. Inga underarter finns listade i Catalogue of Life.